# Коммуны Италии

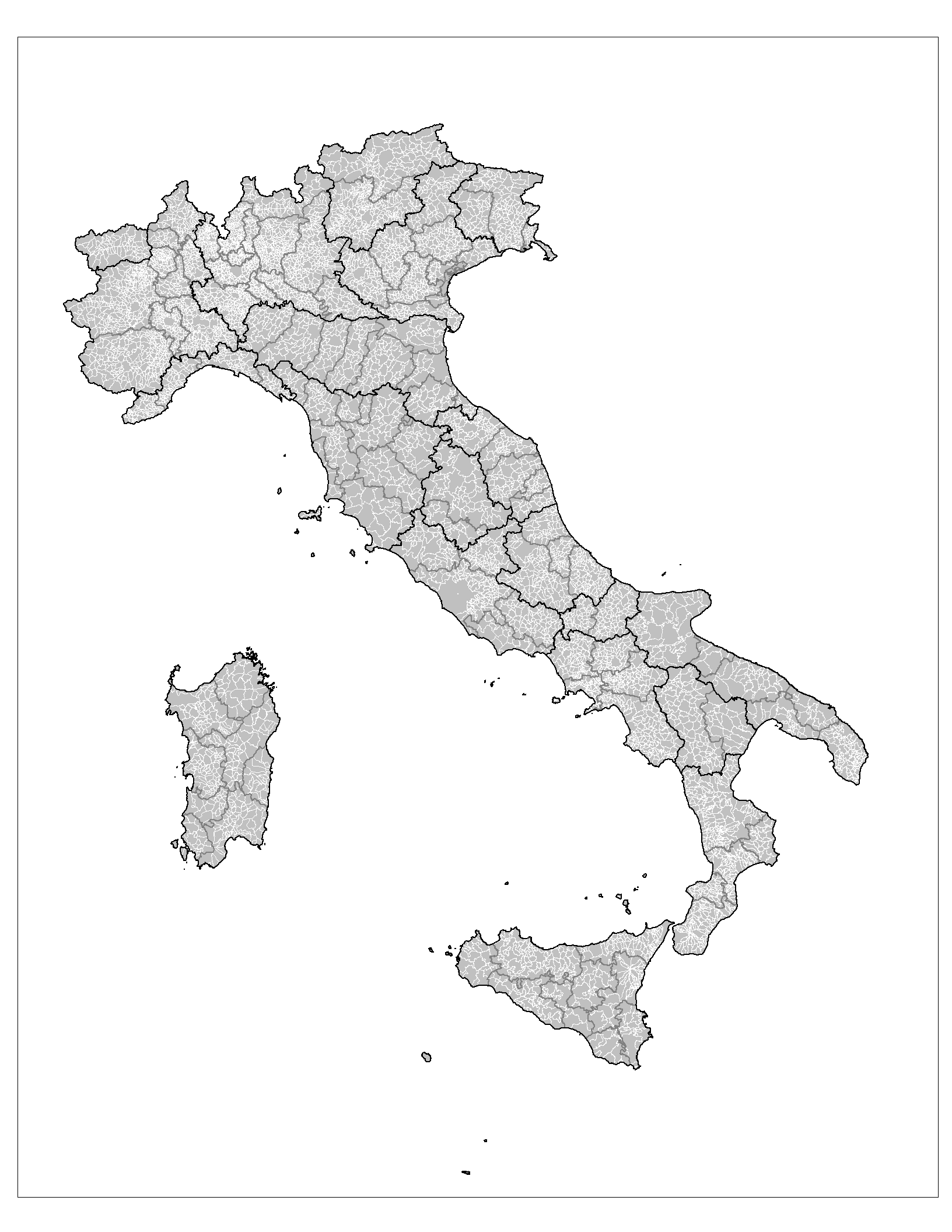
На этой карте обозначены границы административных единиц Италии. Чёрные границы — области, серые — провинции, белые — коммуны

Комму́на в Италии — административная единица третьего уровня. Состоит обычно из главного населённого пункта, дающего коммуне название, и прилегающих территорий.
На уровне коммуны в Италии производятся многие государственные функции: регистрация рождений и смертей, мест проживания и списков избирателей, управление коммунальной собственностью, в том числе дорогами.
Главой коммуны является мэр (итал. sindaco), законодательным органом — совет коммуны (итал. consiglio comunale), а исполнительным — правление коммуны (итал. giunta comunale). Мэр и члены совета выбираются одновременно жителями коммуны: коалиция избранного мэра (он должен получить абсолютное большинство голосов в первом или втором туре) получает три пятых мест в совете. Правление возглавляется мэром, который назначает его остальных членов, называемых асессорами (итал. assessori). Правление коммуны располагается в здании, обычно называемом муниципалитет (итал. municipio) или «дом коммуны» (итал. palazzo comunale). Коммуна может подразделяться на фракции.
По состоянию на 2007 год в Италии насчитывается 8101 коммуна, которые существенно различаются по площади и населению. Так, коммуна Рим (Лацио) имеет площадь 1285,30 км² и население 2 726 539 человек, что делает её наибольшей в Италии по обоим показателям; Фьера-ди-Примьеро в провинции Тренто — самая маленькая (0,15 км²), а Мортероне (провинция Лекко) — самая малонаселённая, только с 38 жителями (2009 г.).
Такие контрасты приводят к неэффективности единого стиля управления коммунами, но планы правительства по укрупнению или разделению коммун часто наталкиваются на активное противодействие местных жителей, так как, в отличие от провинций и регионов, коммуны имеют очень давнюю историю, насчитывающую сотни, а иногда и тысячи лет.
Многие коммуны имеют свою полицию (итал. polizia municipale, муниципальная полиция), которая отвечает за порядок в общественных местах, движение транспорта и следит за соблюдением лицензий на торговлю.
Некоторыми дополнительными правами и полномочиями пользуются горные сообщества (comunità montane) — ассоциации коммун, расположенных в горной местности.